# Marcel Gecov
Marcel Gecov (Praga, 1º gennaio 1988) è un ex calciatore ceco, di ruolo centrocampista.

## Palmarès

### Individuale
- Inserito nella selezione UEFA dell'Europeo Under-21: 1

Danimarca 2011